# Ilka Van de Vyver

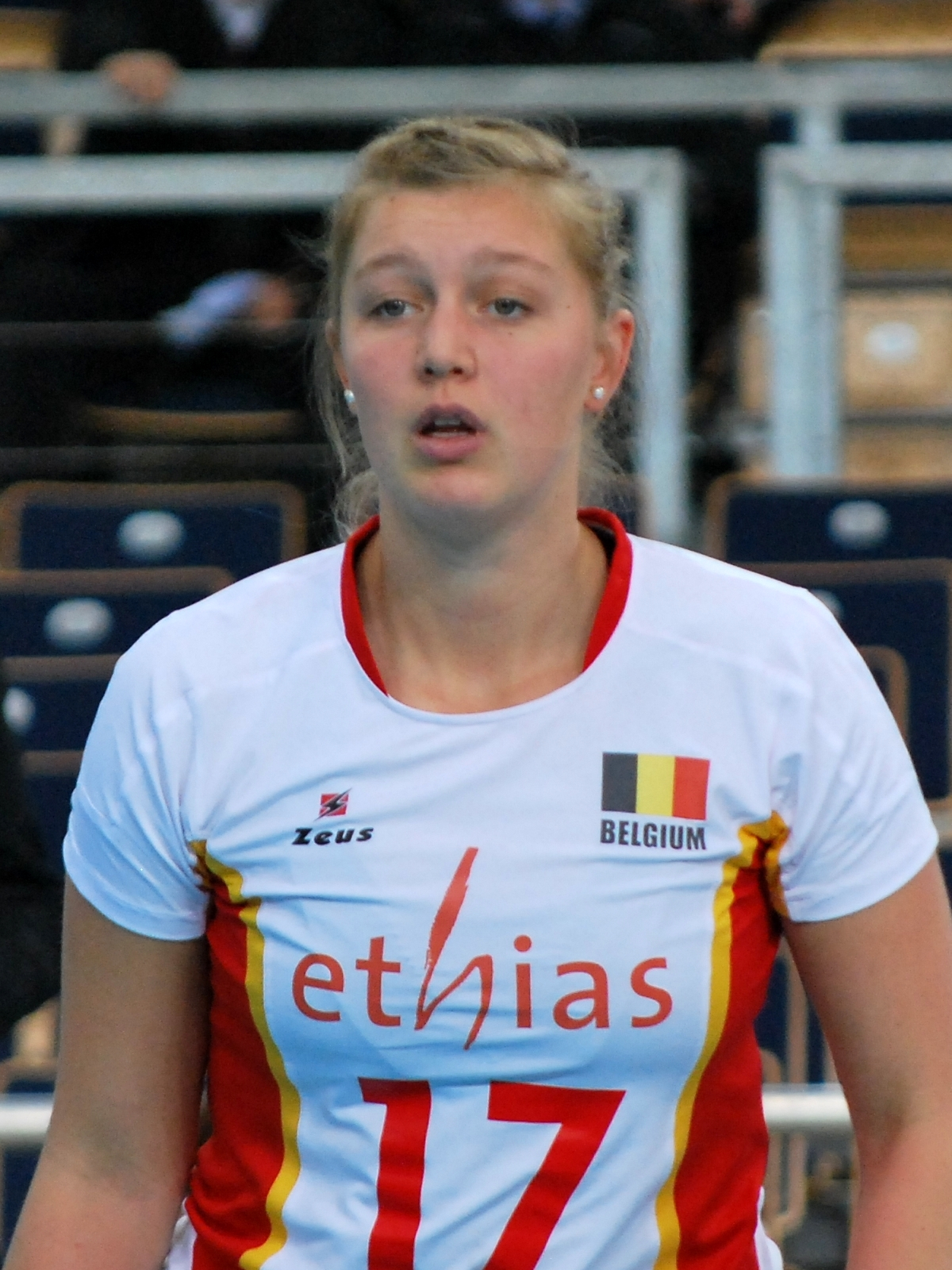
Ilka Van de Vyver reprezentantką Belgii

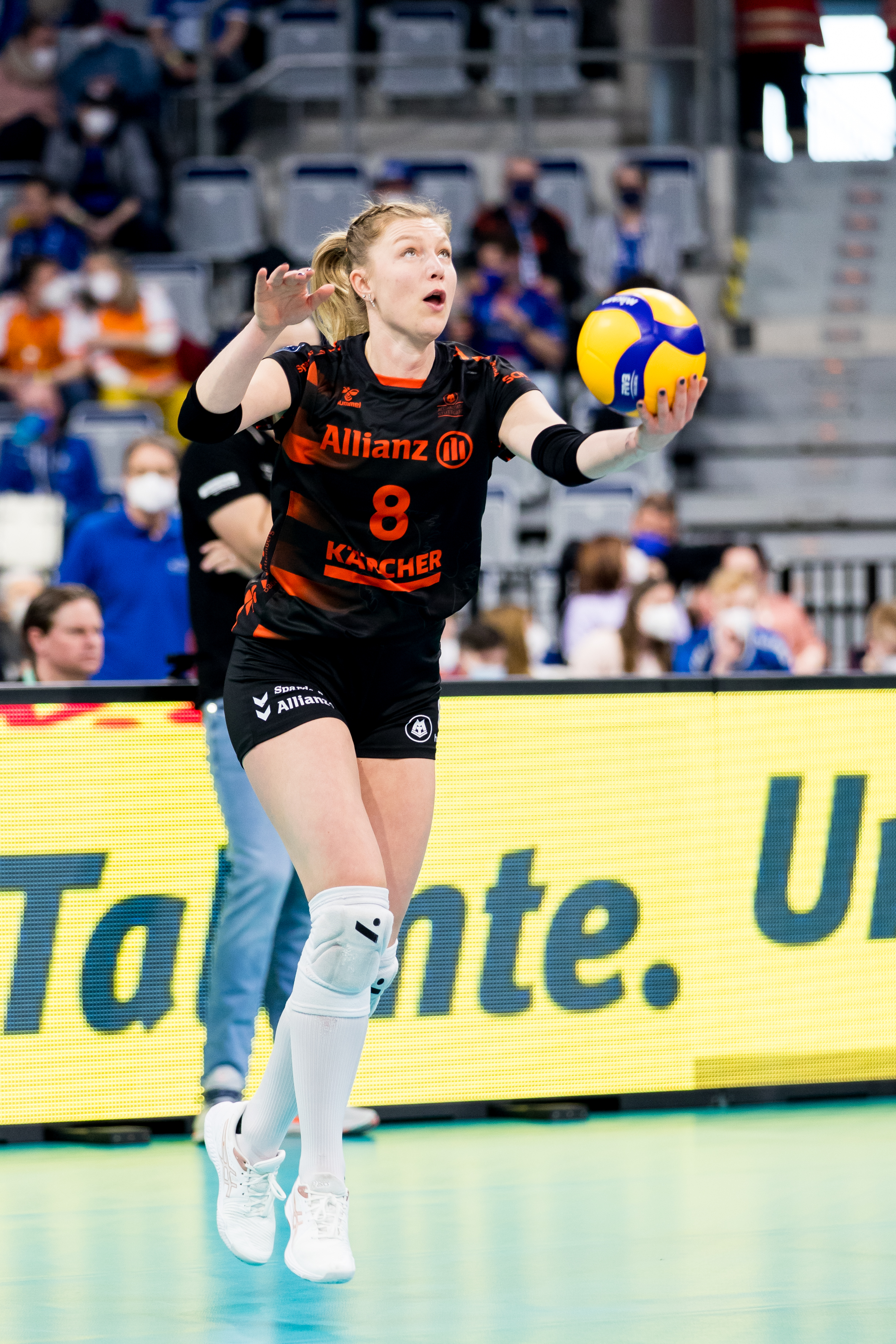
Ilka Van de Vyver podczas wykonywania zagrywki w drużynie Allianz MTV Stuttgart

Ilka Van de Vyver (ur. 26 stycznia 1993) – belgijska siatkarka, reprezentantka kraju, grająca na pozycji rozgrywającej. Brązowa medalistka mistrzostw Europy 2013 rozgrywanych w Niemczech i Szwajcarii. 
Pochodzi z rodziny siatkarskiej. Jej ojciec Julien jest trenerem, mama o imieniu Kato była siatkarką a siostra Jutta tj. ona również jest siatkarką. 

## Sukcesy klubowe
Puchar Challenge:
- 2010

Superpuchar Belgii:
- 2010

Liga belgijska:
- 2011, 2012

Puchar Belgii:
- 2010, 2011

Puchar Francji:
- 2013, 2014

Liga francuska:
- 2013, 2014, 2015

Liga słoweńska:
- 2016

MEVZA - Liga Środkowoeuropejska:
- 2017

Liga rumuńska:
- 2021, 2024[7]
- 2023[8]
- 2020

Puchar Niemiec:
- 2022[9]

Puchar CEV:
- 2022[10]

Liga niemiecka:
- 2022[11]

Liga grecka:
- 2025[12]

## Sukcesy reprezentacyjne
Mistrzostwa Europy Kadetek:
- 2009

Mistrzostwa Świata Kadetek:
- 2009

Letnie Igrzyska Olimpijskie Młodzieży:
- 2010

Liga Europejska:
- 2013

Mistrzostwa Europy
- 2013

## Nagrody indywidualne
- 2009: Najlepsza rozgrywająca Mistrzostw Europy Kadetek